# 豊日命
豊日命（とよひのみこと、生没年不詳）は、古墳時代の人物。

## 概要
父は神武朝の功臣である道臣命の四世・角日命で、母は紀直智名曽命の娘の手束媛命。大伴連本宗となる武日命と鞆大伴部、大伴行方連、大伴白河連等の祖である乎多氐命の二子がいる。
豊日命は孝霊朝から開化朝にかけて朝廷に仕えたという。